# Coppa Italia di pallapugno 2012
La Coppa Italia di pallapugno 2012 è stata la 27ª edizione della coppa nazionale e si è svolta dal 24 marzo al 20 settembre 2012. Al torneo hanno partecipato 12 squadre di club italiane e la vittoria finale è andata alla Pallonistica Albese.

## Regolamento
Hanno preso parte al torneo tutte le dodici squadre partecipanti al campionato di Serie A 2012. Per la prima volta le formazioni di Serie A e Serie B partecipano a due competizioni separate. Le dodici formazioni iscritte sono state suddivise in quattro gironi da tre squadre, con partite di sola andata. La prima classificata di ogni gruppo ha avuto accesso alle semifinali, disputate in campo neutro a Villanova Mondovì e Dogliani. La finale è stata disputata allo Sferisterio Edmondo De Amicis di Imperia.

## Torneo

### Gruppi di qualificazione
| Pos. | Squadra       | P | G | V | S | GV | GP | DG  |
| ---- | ------------- | - | - | - | - | -- | -- | --- |
| 1    | Canalese      | 2 | 2 | 2 | 0 | 14 | 3  | +11 |
| 2    | Virtus Langhe | 1 | 2 | 1 | 1 | 11 | 11 | 0   |
| 3    | Monticellese  | 0 | 2 | 0 | 2 | 6  | 14 | -8  |

| Pos. | Squadra     | P | G | V | S | GV | GP | DG |
| ---- | ----------- | - | - | - | - | -- | -- | -- |
| 1    | Don Dagnino | 2 | 2 | 2 | 0 | 14 | 7  | +7 |
| 2    | Monferrina  | 1 | 2 | 1 | 1 | 10 | 10 | 0  |
| 3    | San Biagio  | 0 | 2 | 0 | 2 | 7  | 14 | -7 |

| 17 marzo 2012 Sferisterio Edmondo De Amicis, Imperia | Canalese      | 7 - 2 | Monticellese  |
| 25 marzo 2012 Sferisterio Edmondo De Amicis, Imperia | Canalese      | 7 - 1 | Virtus Langhe |
| 31 marzo 2012 Sferisterio Edmondo De Amicis, Imperia | Virtus Langhe | 7 - 4 | Monticellese  |

| 18 marzo 2012 Sferisterio Edmondo De Amicis, Imperia  | Monticellese | 3 - 7 | Don Dagnino  |
| 24 marzo 2012 Sferisterio Edmondo De Amicis, Imperia  | San Biagio   | 3 - 7 | Monticellese |
| 1º aprile 2012 Sferisterio Edmondo De Amicis, Imperia | San Biagio   | 4 - 7 | Don Dagnino  |

| Pos. | Squadra       | P | G | V | S | GV | GP | DG |
| ---- | ------------- | - | - | - | - | -- | -- | -- |
| 1    | Alta Langa    | 1 | 1 | 1 | 1 | 11 | 8  | +3 |
| 2    | Augusto Manzo | 1 | 1 | 1 | 1 | 11 | 9  | +2 |
| 3    | Subalcuneo    | 1 | 1 | 1 | 1 | 8  | 12 | -4 |

| Pos. | Squadra      | P | G | V | S | GV | GP | DG  |
| ---- | ------------ | - | - | - | - | -- | -- | --- |
| 1    | Albese       | 2 | 2 | 2 | 0 | 14 | 2  | +12 |
| 2    | Pro Paschese | 1 | 2 | 1 | 1 | 8  | 12 | -4  |
| 3    | Imperiese    | 0 | 2 | 0 | 2 | 6  | 14 | -8  |

| 17 marzo 2012 Sferisterio Edmondo De Amicis, Imperia | Subalcuneo | 7 - 5 | Augusto Manzo |
| 25 marzo 2012 Sferisterio Edmondo De Amicis, Imperia | Subalcuneo | 1 - 7 | Alta Langa    |
| 31 marzo 2012 Sferisterio Edmondo De Amicis, Imperia | Alta Langa | 4 - 7 | Augusto Manzo |

| 18 marzo 2012 Sferisterio Edmondo De Amicis, Imperia  | Pro Paschese | 7 - 5 | Imperiese    |
| 24 marzo 2012 Sferisterio Edmondo De Amicis, Imperia  | Albese       | 7 - 1 | Imperiese    |
| 1º aprile 2012 Sferisterio Edmondo De Amicis, Imperia | Albese       | 7 - 1 | Pro Paschese |

### Tabellone
|  | Semifinali | Semifinali  | Semifinali |          |    | Finale | Finale | Finale |  |
|  |            |             |            |          |    |        |        |        |  |
|  | 1A         | Canalese    | 11         |          |    |        |        |        |  |
|  | 1A         | Canalese    | 11         |          |    |        |        |        |  |
|  | 1B         | Don Dagnino | 4          |          |    |        |        |        |  |
|  | 1B         | Don Dagnino | 4          |          | 1D | Albese | 11     |        |  |
|  |            |             |            |          | 1D | Albese | 11     |        |  |
|  |            |             | 1A         | Canalese | 9  |        |        |        |  |
|  | 1C         | Alta Langa  | 1A         | Canalese | 9  | 6      |        |        |  |
|  | 1C         | Alta Langa  |            |          |    |        |        |        |  |
|  | 1D         | Albese      | 11         |          |    |        |        |        |  |

### Risultati

#### Semifinali
| 30 luglio 2012 Sferisterio Renzo Franco, Dogliani                  | Canalese   | 11 - 4 | Don Dagnino |
| 1º agosto 2012 Sferisterio di Madonna del Pasco, Villanova Mondovì | Alta Langa | 6 - 11 | Albese      |

#### Finale
| 25 agosto 2012 Sferisterio Edmondo De Amicis, Imperia | Albese | 11 - 9 | Canalese |